# Mölna gård

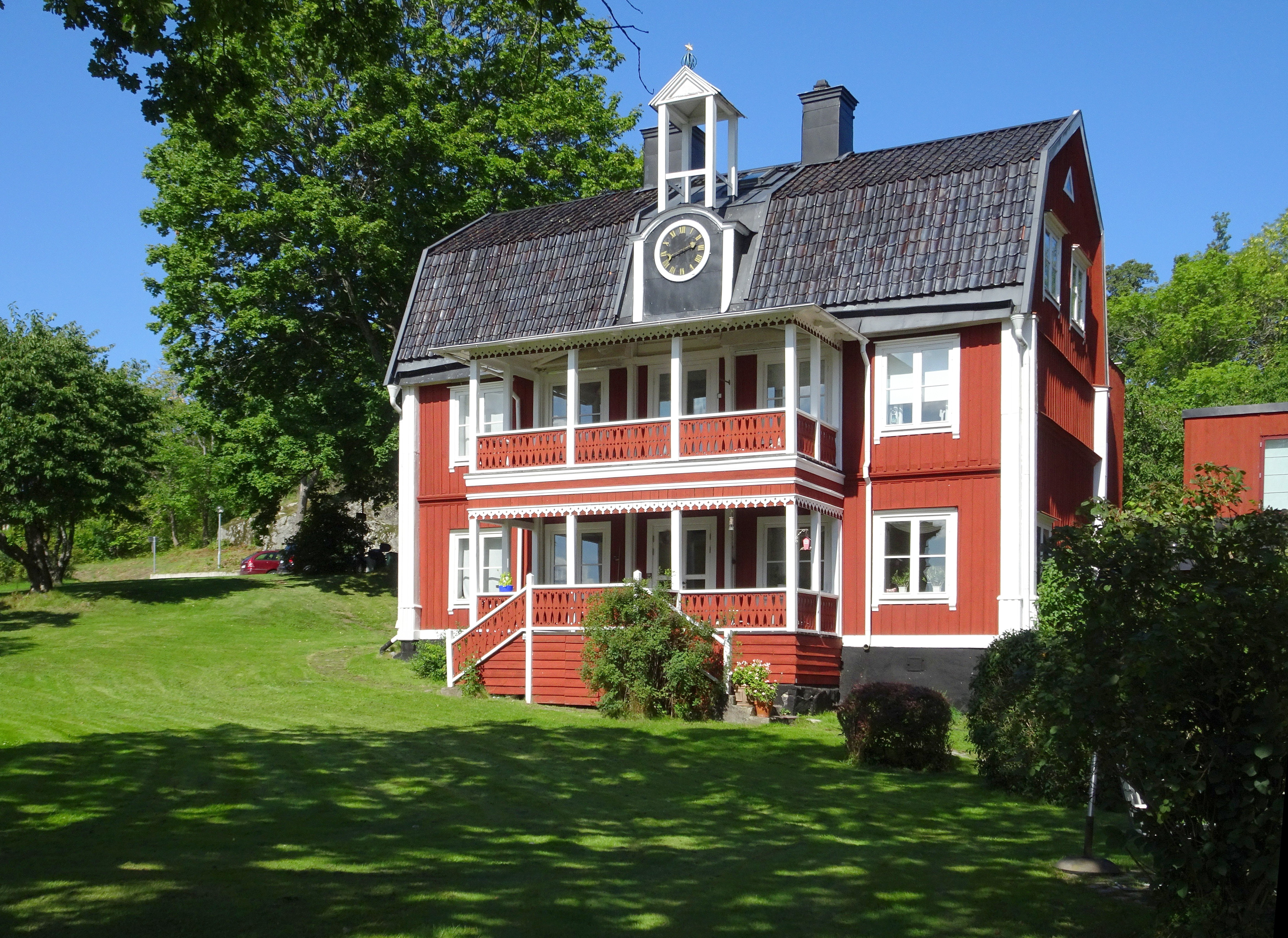
Mölna gårds huvudbyggnad i augusti 2021.

Mölna gård är en grupp kulturhistoriskt värdefulla byggnader vid nuvarande Mölnavägen 22-28 i stadsdelen Mölna i Lidingö kommun. Mölna gård har en lång och intressant kvarnhistoria som går tillbaka till åtminstone 1500-talet. Nuvarande bebyggelse härrör från 1814 (huvudbyggnad) och 1876 (paviljongen) samt från 1960-talet (flygeln och ett mindre bostadshus). Vid gården finns flera kulturhistoriskt intressanta lämningar efter äldre kvarnmiljö, bland annat kvarndammen och stenkantade vattenrännor.

## Historik

### 1700-talet och tidigare

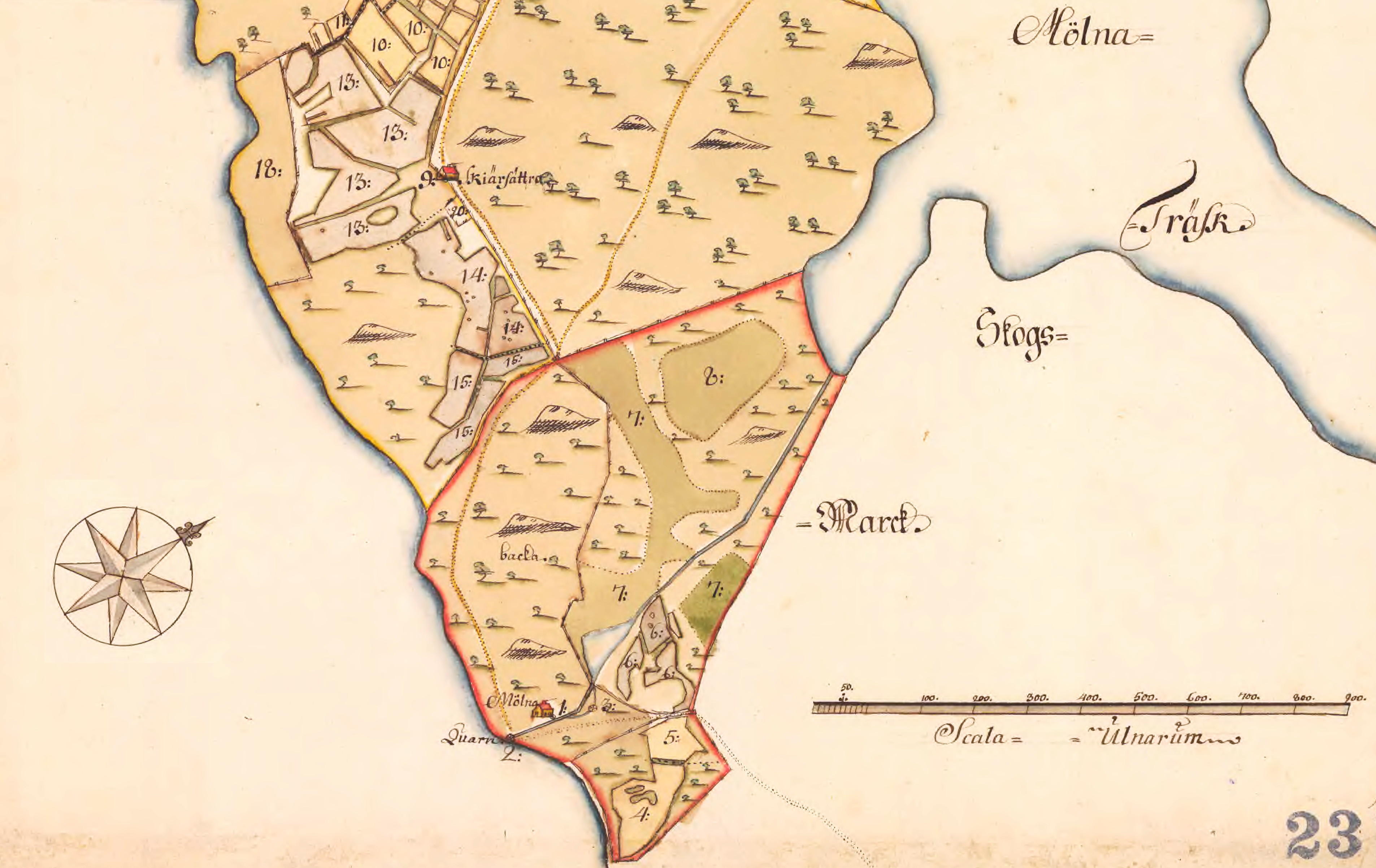
Mölna på Kietzlinghs karta från 1720.

Mölnas gårdsanläggning placerades längst ut på Lidingöns sydöstra strand med vidsträckt vy över Lilla Värtan. Närmaste granne i väster var Skärsätra gård och i öster utbredde sig Breviks stora ägor. Gården har långa kvarntraditioner med både vattenkvarn och väderkvarn som är ursprunget till namnet Mölna (mölla – kvarn, efter tyska Mühle). För att driva en vattenkvarn utnyttjades Mölnaåns vattenkraft. 
Ån var förr en strid ström som sträckte sig mellan Kottlasjön och Lilla Värtan. Dess vattenkraft började användas på 1500-talet för att driva både mjölkvarn och en kopparhammare. Troligtvis har det bedrivits kvarnverksamhet där redan tidigare. Anläggningen innehades av ägaren till Djursholmsgodset och Lidingön, släkten Banér. På Lars Kietzlinghs karta från 1720 framgår både gården och kvarnen ("Quarn" med symboliserat vattenhjul) som då arrenderades av trädgårdsmästaren Erich Morin.
När Djursholms fideikommiss upplöstes 1774 köptes Mölna av två Stockholmsbagare, Petter Floor och Mårten Werner. Det var främst mjölkvarnen som lockade till köp. 1784 (enligt vissa källor 1778) kompletterades vattenkvarnen med en väderkvarn av typ holländare som restes nära den öppna stranden där det fanns gott om vind. Kvarnens bottenvåning var uppförd i sten och innehöll 4 wackra kamrer med kakelugnar.
Mölnas väderkvarn var en så kallad tullkvarn där man malde främst vete och råg. Dit kom bönder från hela Lidingön och även från andra öar i Stockholms skärgård som mot betalning lät mala sin spannmål till mjöl. Betalningen utgjorde ofta en del av mälden. På slutet av 1700-talet låg här utöver huvudbyggnaden en stor vattenkvarn (som ersatt två mindre vilka brunnit upp), en väderkvarn och en mindre stuga som var bostad åt mjölnaren.

### 1800-talet och tidig industri

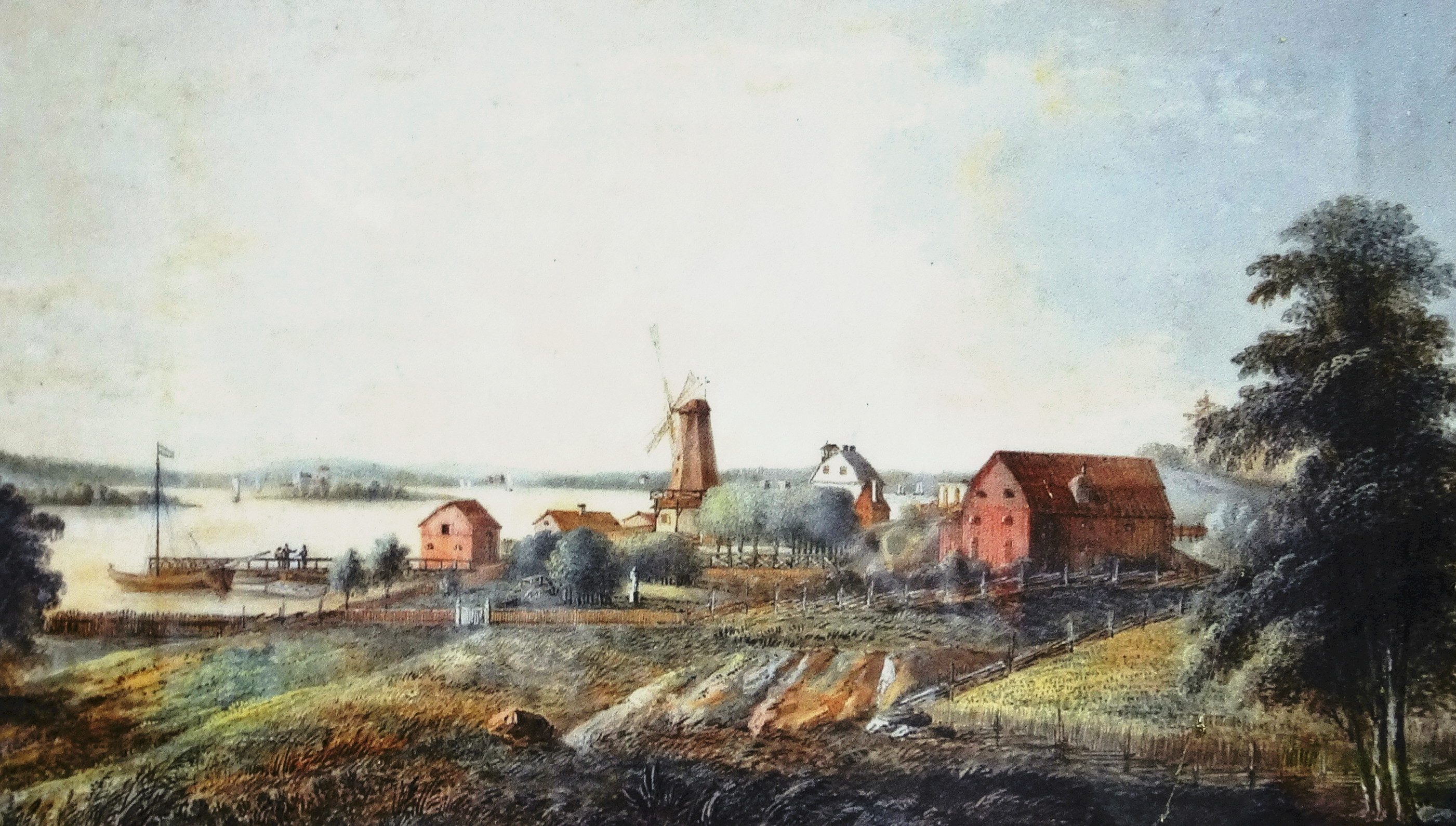
Gården på Cederholms målning, 1817.

År 1813 köptes Mölna av grosshandlaren Abraham Bolinder (1771-1818). Han lät uppföra det ännu existerande rödmålade boningshuset i två våningar med klocktorn och brutet sadeltak. Byggnaden är med den höga smala gaveln och de pilasterförsedda hörnen karakteristisk för empirestilen. Det brutna taket är dock en kvarleva från 1700-talet. Vid gårdsplanens östra sida tillkom samtidigt en köksflygel. Även den kan härledas till empirestilen. Huvudbyggnadens veranda i två våningar mot sjösidan tillkom först 1868.
På en samtida målning av Axel Fredrik Cederholm framgår hela anläggningen med boningshus, väderkvarnen, ladugård, stall, fårhus, inhägnade trädgårdar samt gårdens brygga dit skärgårdsbor, speciellt nackabönder, seglade för att få sin spannmål mald i Mölna tullkvarn.
Under Bolinder började på 1810-talet en omfattande industriell verksamhet på platsen. På grund av Napoleonkrigen försvårades importen av bland annat färgämnen till den svenska textilindustrin. Däremot kunde man köpa exempelvis bresiljaträ från Sydamerika som råmaterial för tillverkning av färgämnet brasilin. Mölna blev då Sveriges främsta producent av detta röda färgämne. Från Skåne inköptes även krita som bearbetades av sex krithamrar i vattenkvarnen. Den drevs av två vattenhjul på vardera 7,2 meter i diameter och 60 centimeter breda. Vattnet samlades först upp i den kvarndamm som fortfarande syns ovanför den granitklädda kvarnhjulsrännan.
För att bli oberoende av vattentillgång som drivkälla utökades anläggningen 1817 med en ångmaskindriven kvarn. Maskineriet kom från Samuel Owen och byttes 1843 till en större ångmaskin på 20 hästkrafter. Den drev två kvarnstenar och ett sågverk, det sistnämnda dock bara för husbehov.

Historiska bilder
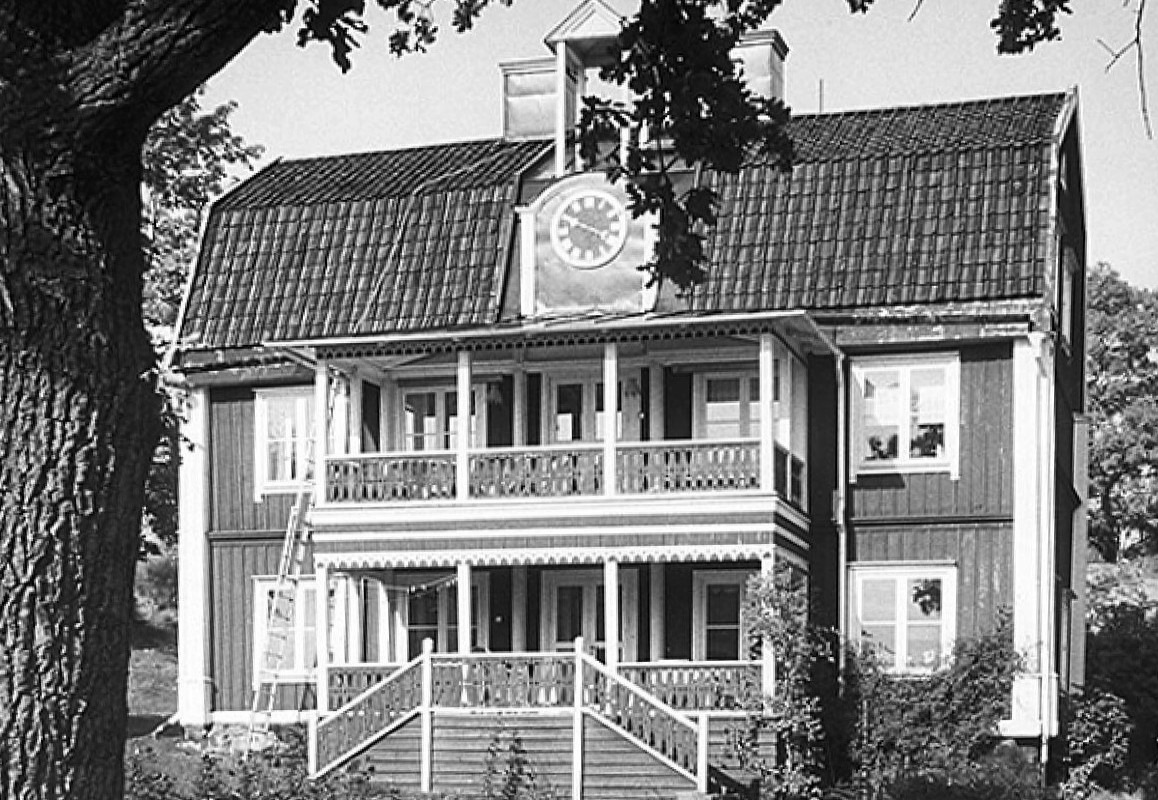
Huvudbyggnad på 1950-talet.
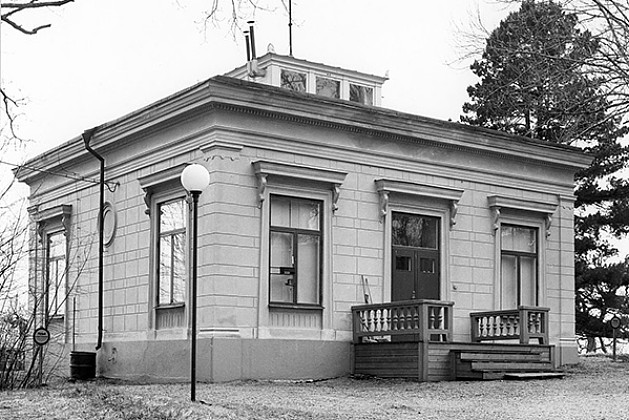
Paviljongen på 1950-talet.
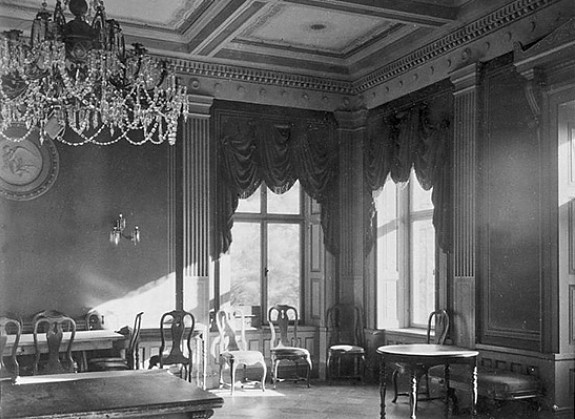
Paviljongens interiör 1932.
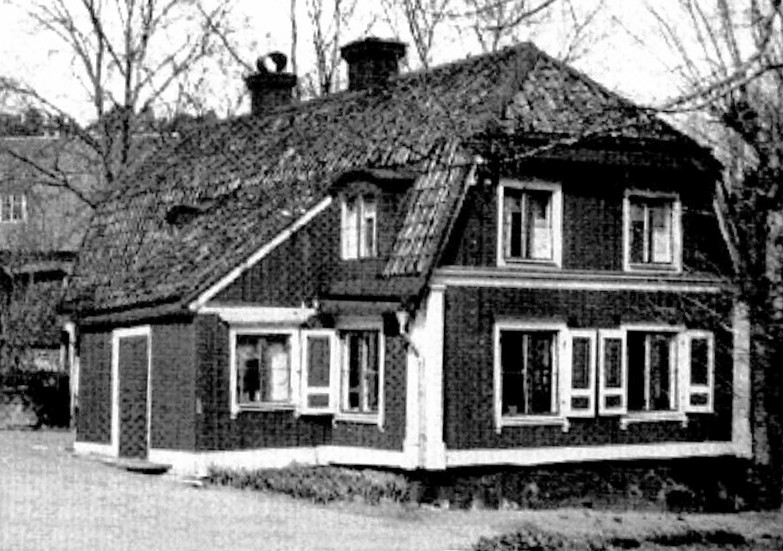
Köksflygeln på 1930-talet.
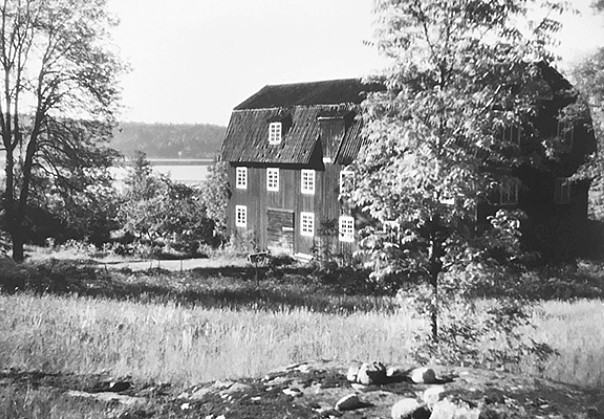
Vattenkvarnens kvarnhus 1932.

### Sommarbostäder

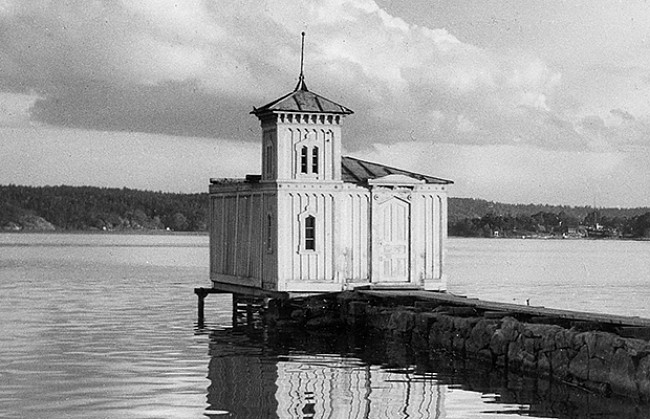
Mölna brygga och badhus, cirka 1900.

Under Peter Magnus Simonsson (1829–1904), ägare till Wienerbryggeriet i Stockholm, inleddes 1875 en ny period i gårdens historia. Han lät ombygga flera av de gamla industribyggnaderna till sommarnöjen till sig och sin familj samt för uthyrning till välbärgade Stockholmare. Holländerkvarnen från 1784 revs utom bottenvåningen som byggdes om efter den danske arkitekten Axel Bergs ritningar till Mölna paviljong även kallad Gula paviljongen i italiensk villastil. Paviljongen fick höga fönster och lågt tak krönt av en lanternin. Interiören smyckades av tak- och väggmålningar. 
Mölnas sommargäster anlände till Mölna brygga, byggd 1860 och den första på Lidingö som kom att angöras av skärgårdsbåtar. Ångbåtsbryggan ersatte den äldre från 1700-talet som syns på Cederholms målning. Det första fartyget som sommartid regelbundet trafikerade bryggor utmed Saltsjöns stränder var ångslupen S/S Svalan, byggd 1865 på Lindholmens varv i Göteborg. Under tidigt 1900-tal fanns två bryggor vid Mölna. De hade båda ett badhus längst ut. Vid den tiden badade man oftast i små inhägnade badsumpar, ett slags trähus som stod delvis nedsänkta i vattnet.

### Dagens miljö

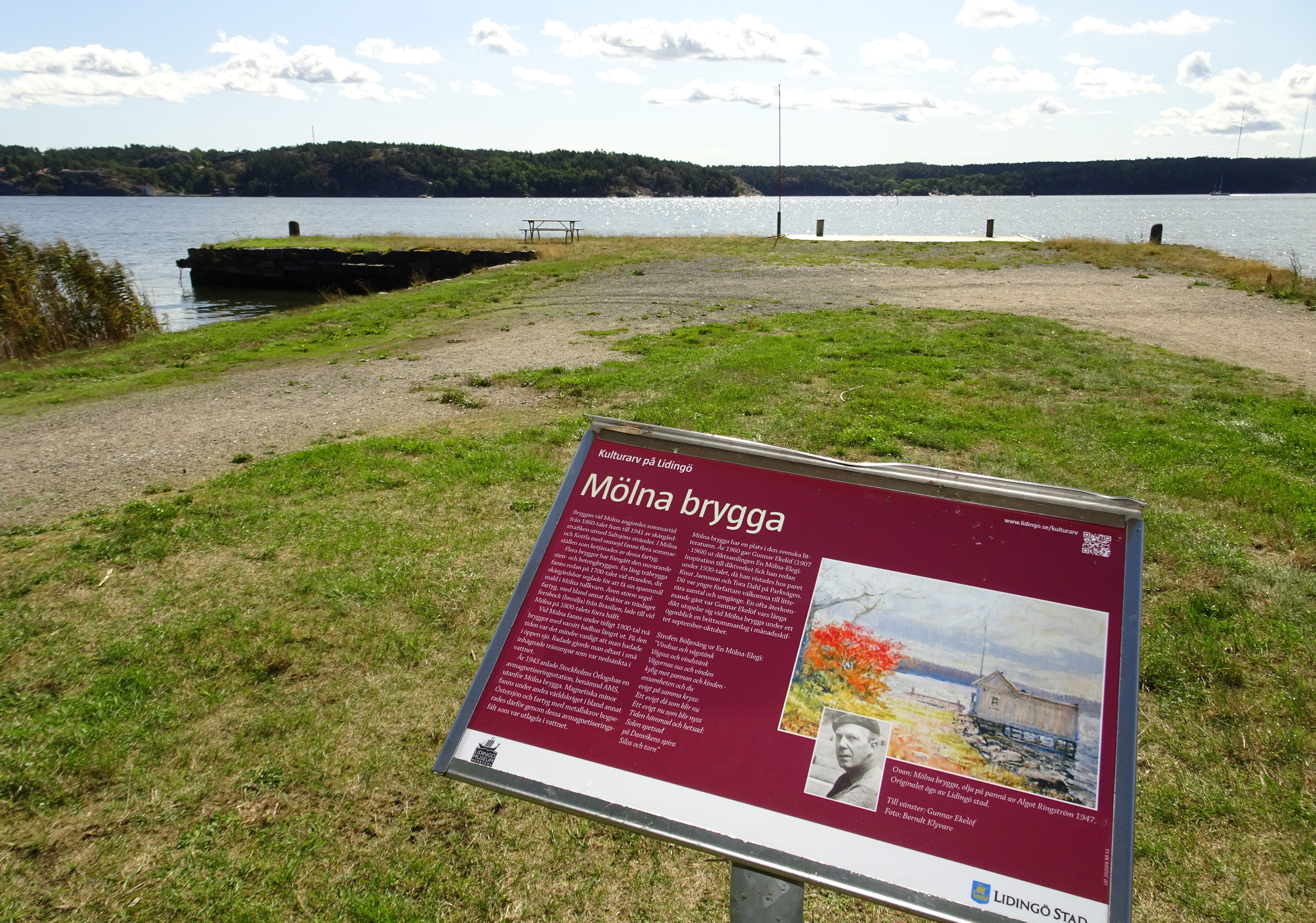
Mölna brygga i augusti 2021.

Kungliga fortifikationsförvaltningen rekvirerade i början 1940-talet Mölna paviljong för att användas som avmagnetiseringsstation, benämnd AMS, som drevs av Stockholms örlogsstation. För att undvika magnetiska minor  bogserades fartyg med metallskrov genom AMS avmagnetiseringsfält som var utlagd i vattnet utanför Mölna brygga. I paviljongen uppsattes mellanväggar och man gick delvis hårt åt paneler, väggdekorationer, parkettgolv och lanternin. Förvaltningens verksamhet i paviljongen upphörde först 1968. Paviljongen renoverades 1970 på uppdrag av Lidingö stad.
Den sista vattenkvarnen vid Mölnaån revs 1943. Under en period i mitten av 1900-talet stod husen utan underhåll och började förfalla. År 1964 köptes egendomen av Lidingö stad och såldes kort därefter, med undantag för paviljongen, vidare till direktör Arne Broms. Tomten behölls dock av Lidingö stad och har därefter upplåtits med tomträtt. Efter köpet påbörjades en upprustning och tillbyggnad av huvudbyggnaden. Gamla köksflygeln var angripen av husbock och revs, men återuppbyggdes med samma utseende. En ny mindre, fristående komplementbostad uppfördes 1968 och är uppkallad Carolas hus efter  Arne Broms hustru Carola. Idag bebos fastigheterna Mölna Gård 2, 3, 4 av tre familjer. Efter kvarnanläggningen återstår enbart husgrunder, kvarndammen och stenkantade vattenrännor som är ett fornminne med RAÄ-nummer: Lidingö 50:1.
I början av 1960-talet bebyggdes skogsområdet i östra delen av Mölnas ägor med Östra Mölna radhusområde bestående av 52 radhus och två (idag sex) villor vilka ritades av arkitekt Nils Tesch. Östra Mölna radhusområde har genom Lidingö stads kulturinventering från 1995 fått officiell status som "kulturhistoriskt omistlig miljö". I strandområdet väster om Mölna gårds huvudbebyggelse uppfördes på 1950- och 1960-talen en rad påkostade villor. Bland dem märks Nils Teschs egen villa (Mölnavägen 20) som han ritade 1959 dock aldrig tog i besittning eftersom den blev för dyr. Idag går byggnaden under namnet Villa Smith.
Den stora ängen, även kallad Mölnaängen, mellan gården och radhus förblev obebyggd. Gårdens parkliknade trädgård och landskapet kring den gestaltades på 1960-talet av landskapsarkitekten Walter Bauer. I gällande detaljplan från 2004 är huvudbyggnaden och paviljongen q-märkta vilket bland annat innebär att exteriören ej får förvanskas. För att påminna om Mölnas förindustriella epok på Lidingö har år 2008 rests ett minnesmärke bestående av ena halvan av en kvarnsten, som placerats på ett stativ bredvid kvarnhjulsrännan. Idégivare och konstnär var Heinz Decker.

### Nutida bilder

Byggnader
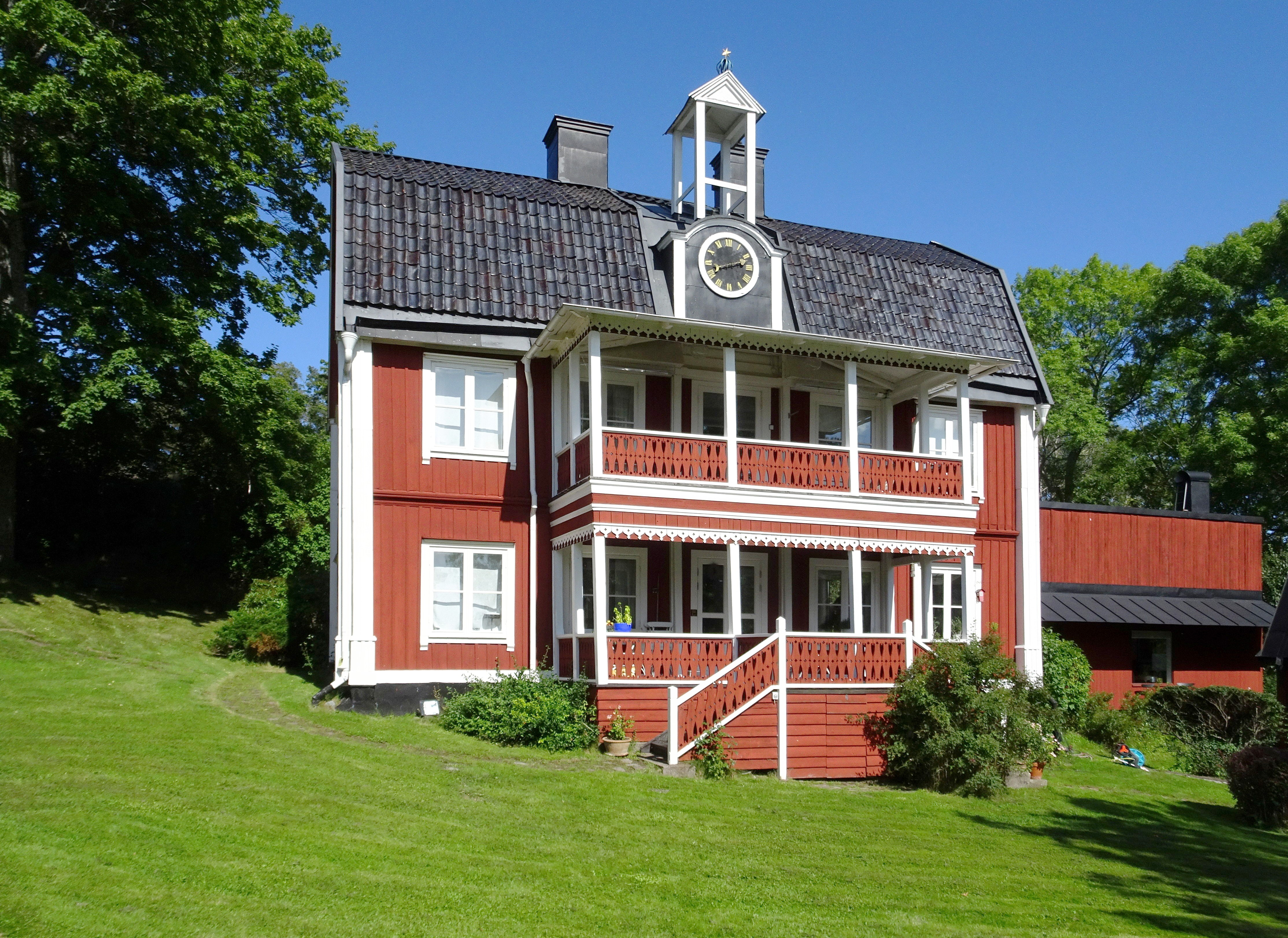
Huvudbyggnad, fasad åt söder.
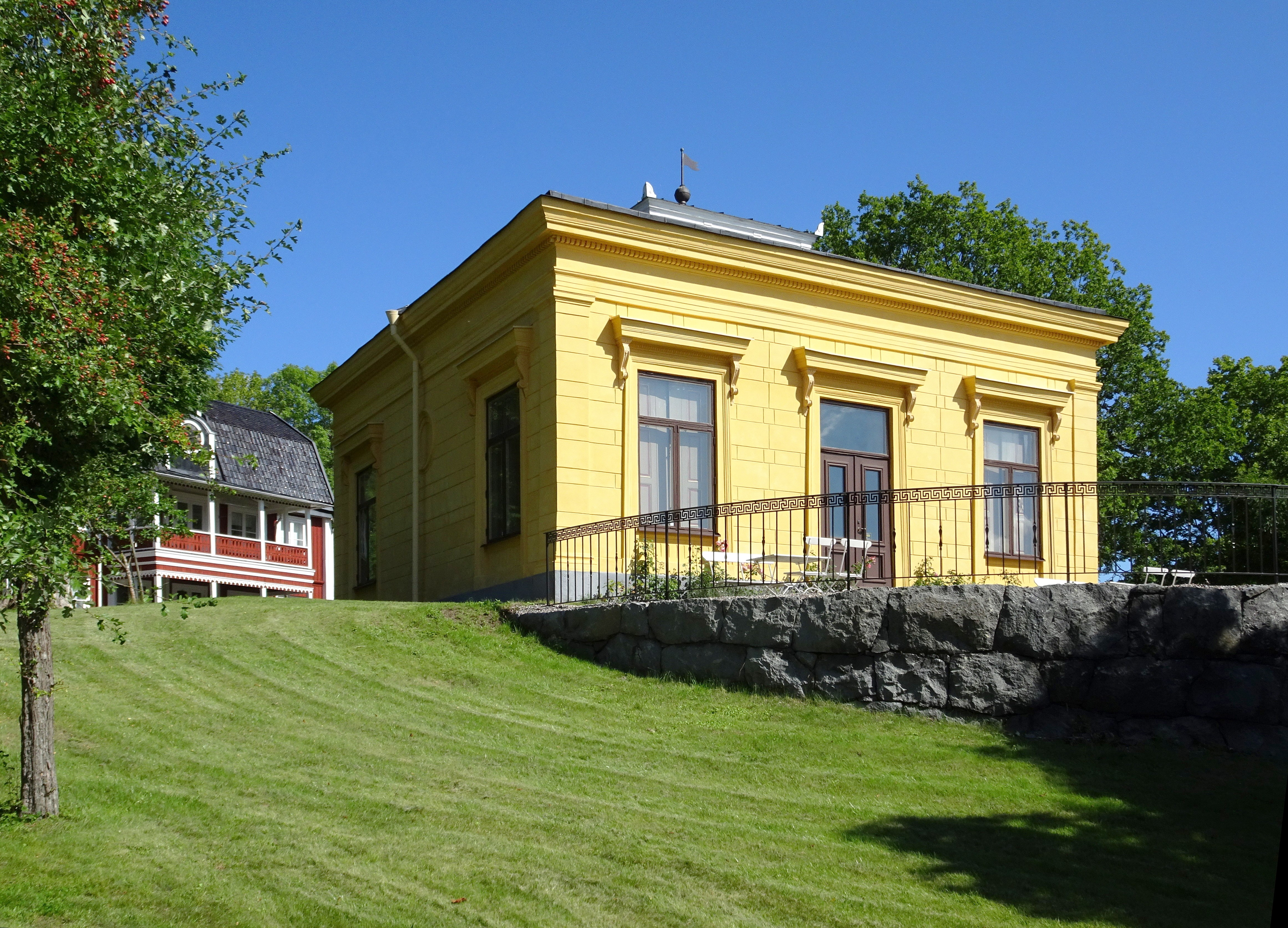
Mölna paviljong med huvudbyggnaden i bakgrunden.
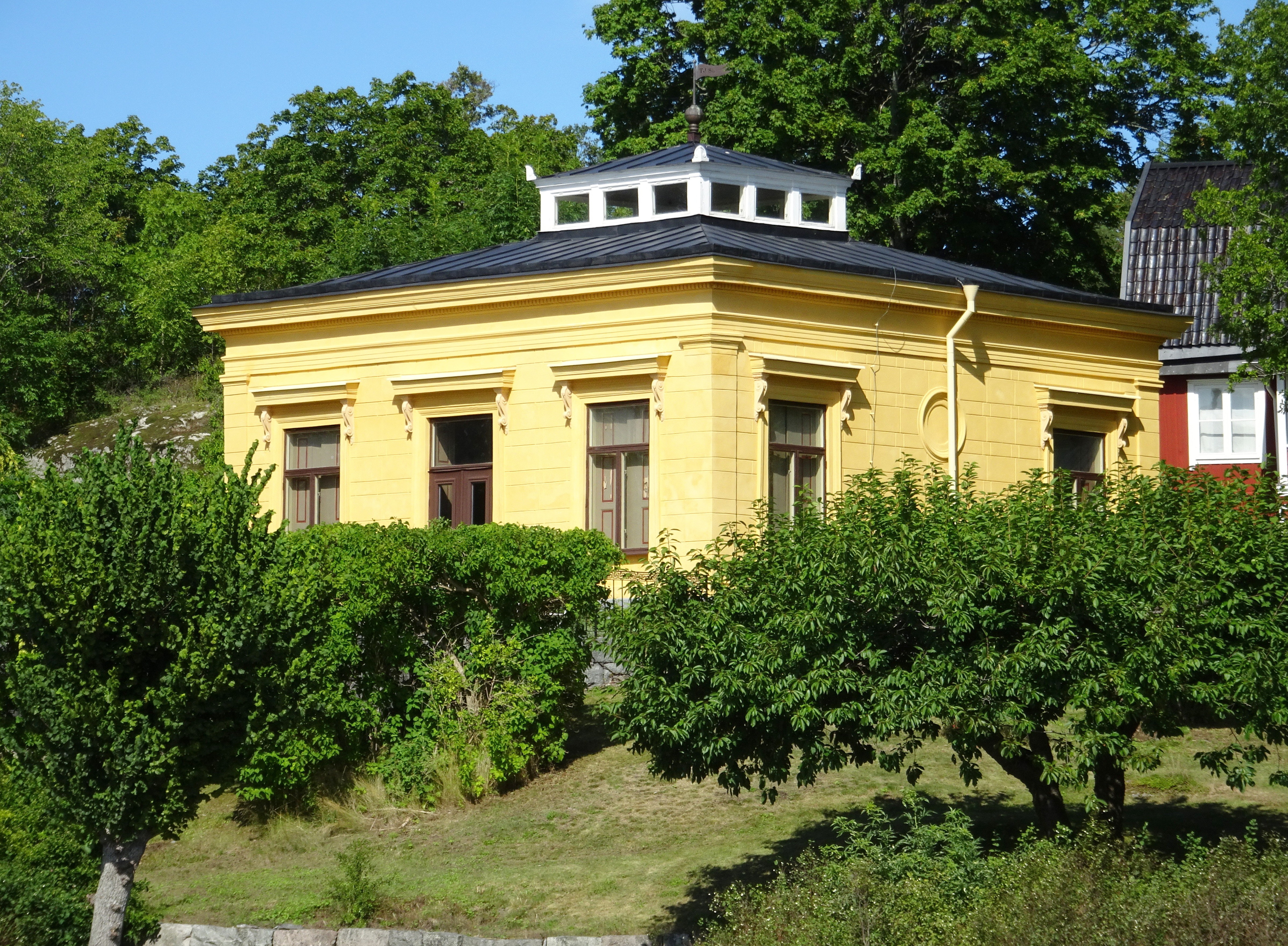
Mölna paviljong sedd från Mölna brygga.
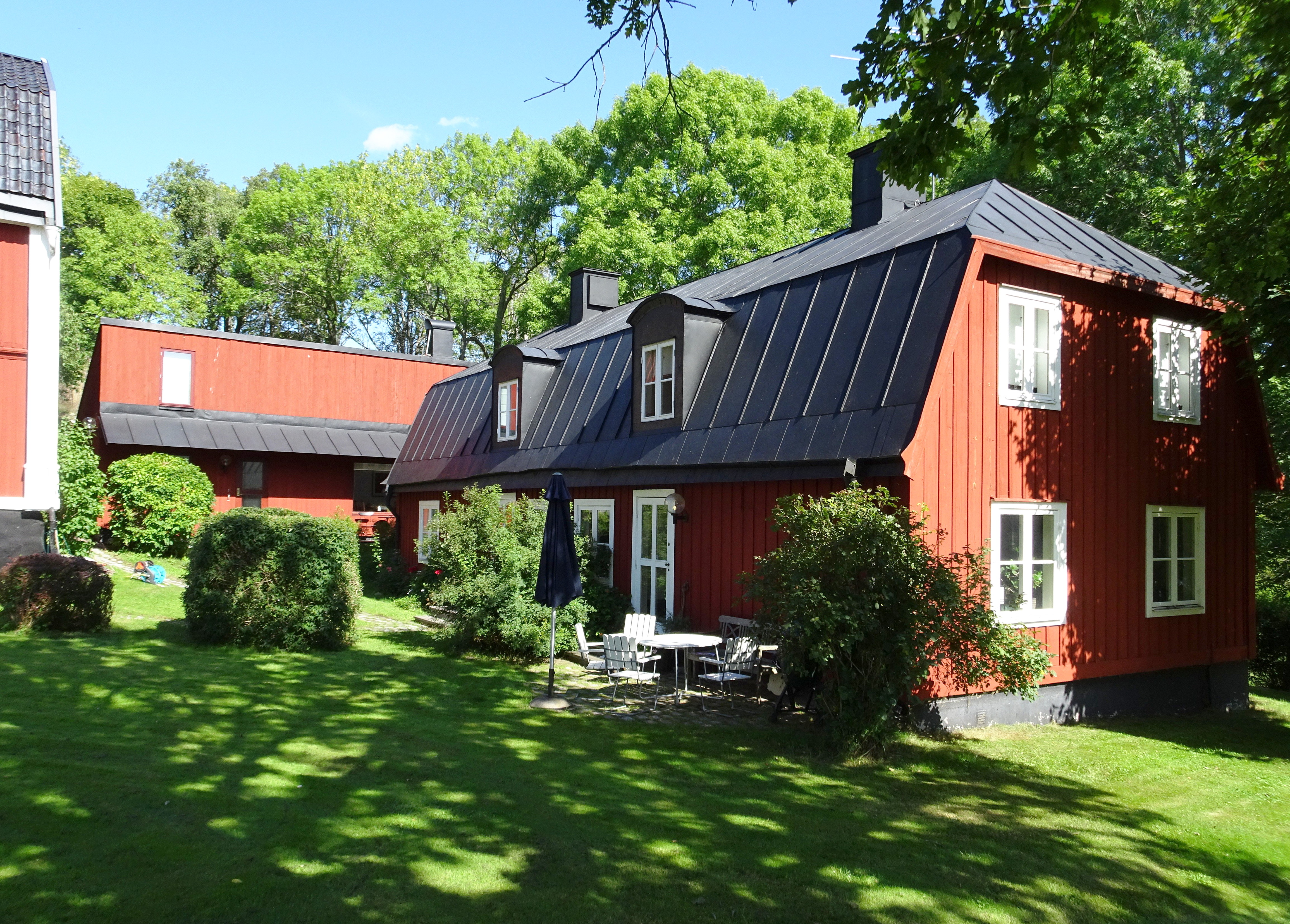
Flygeln med "Carolas hus" i bakgrunden.
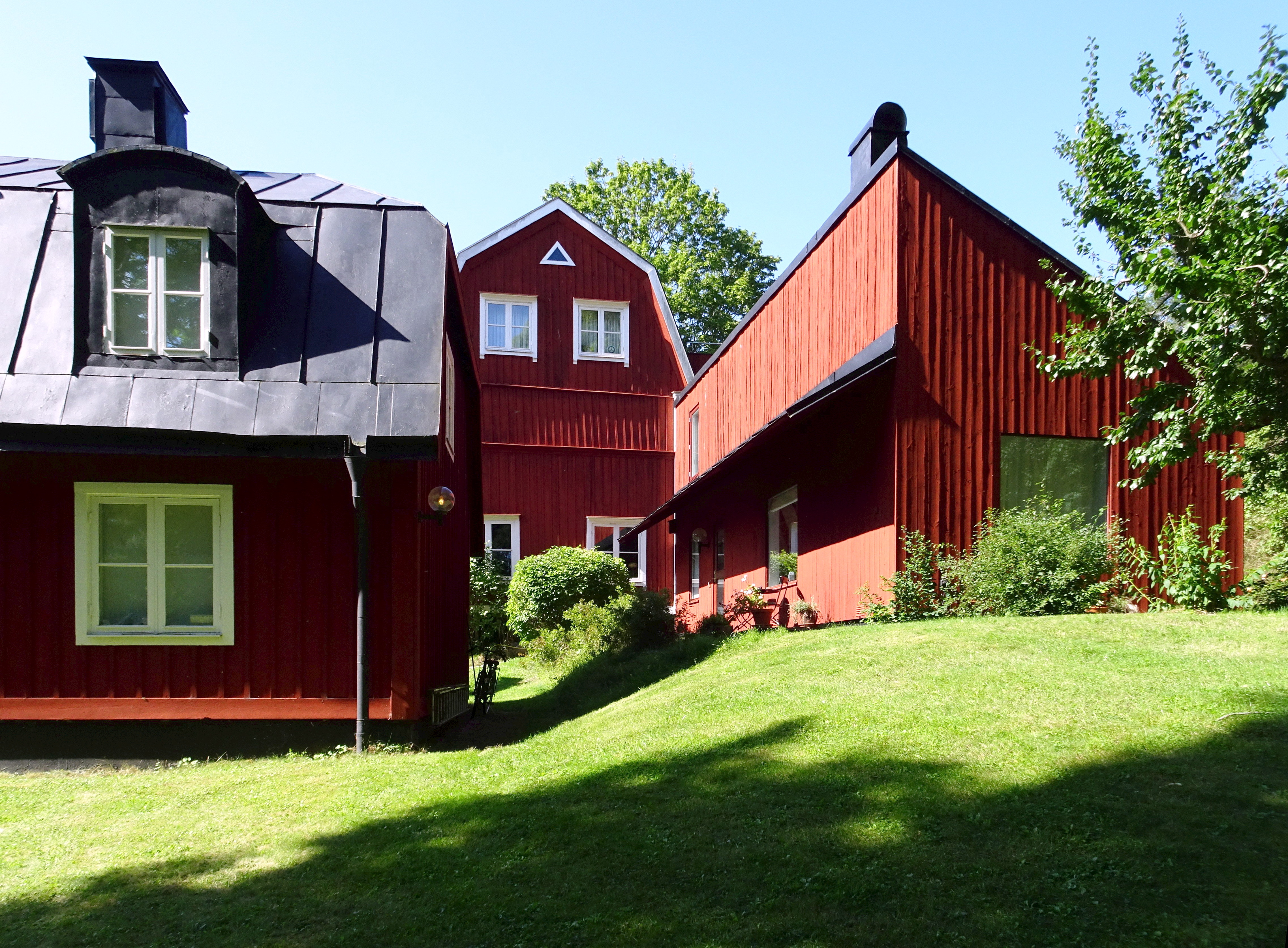
Flygeln, huvudbyggnaden och "Carolas hus".

Omgivningen
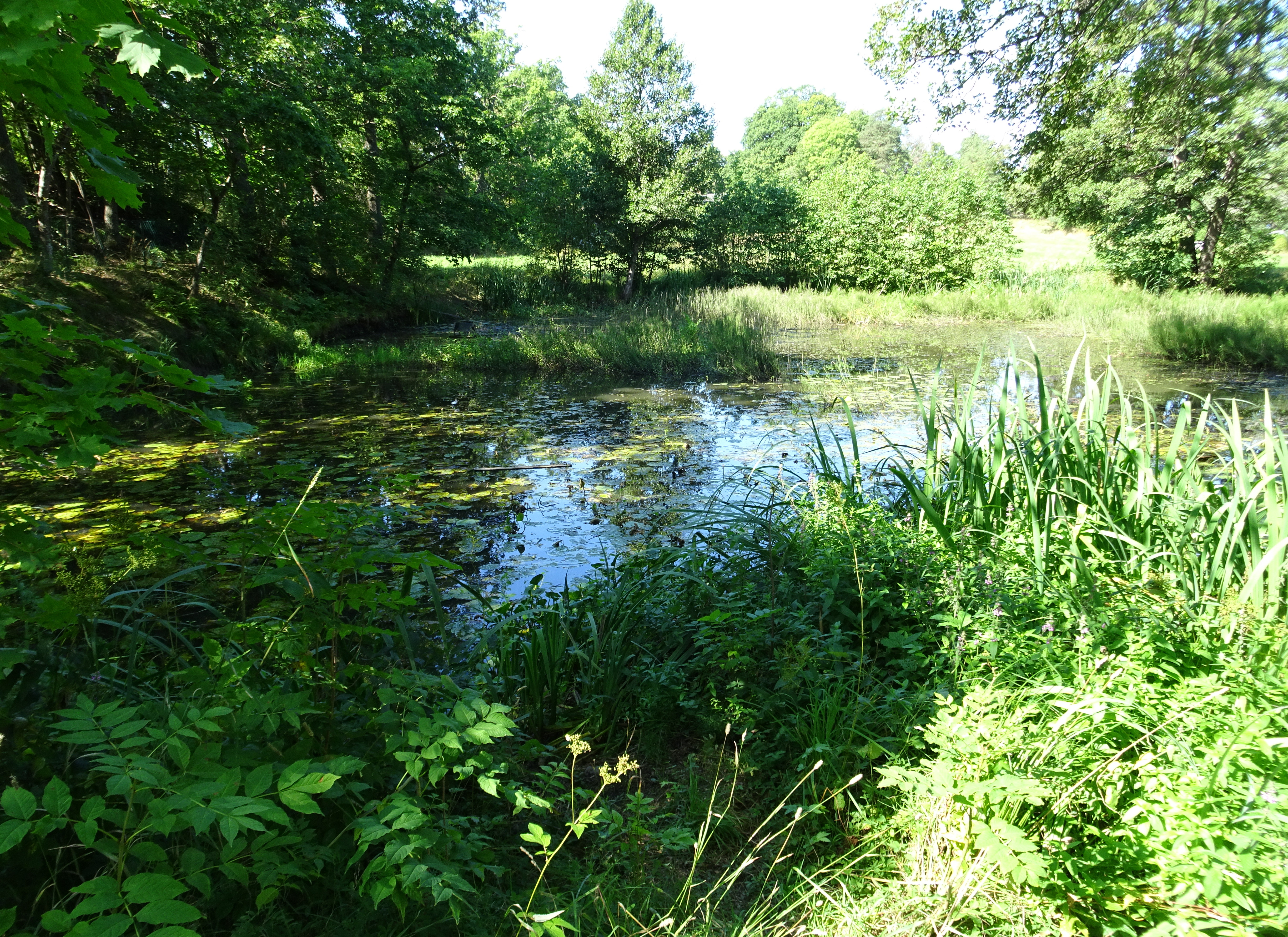
Kvarndammen.
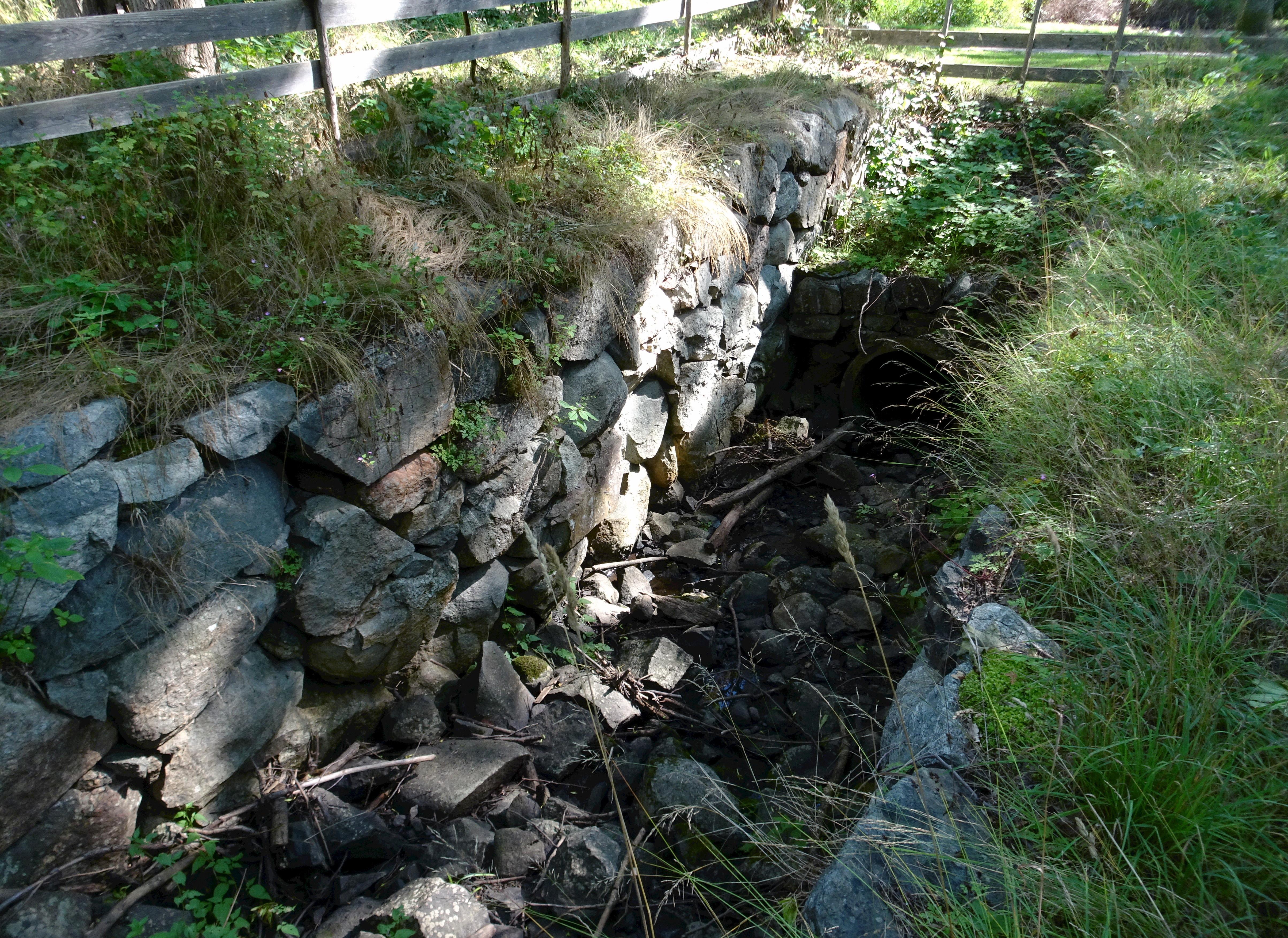
Gropen efter kvarnens vattenhjul.
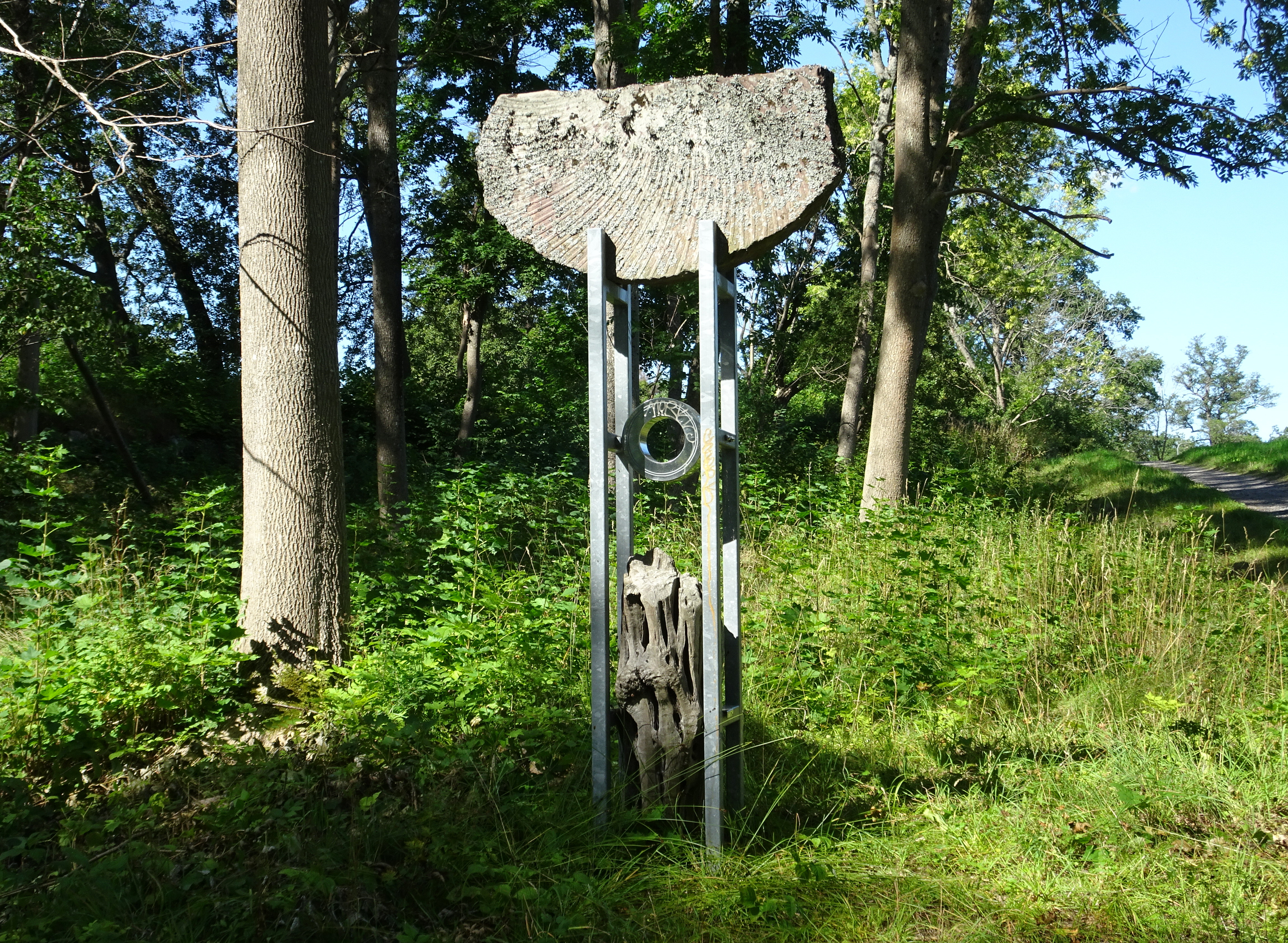
Kvarnsten på stativ, konstverk av Heinz Decker.
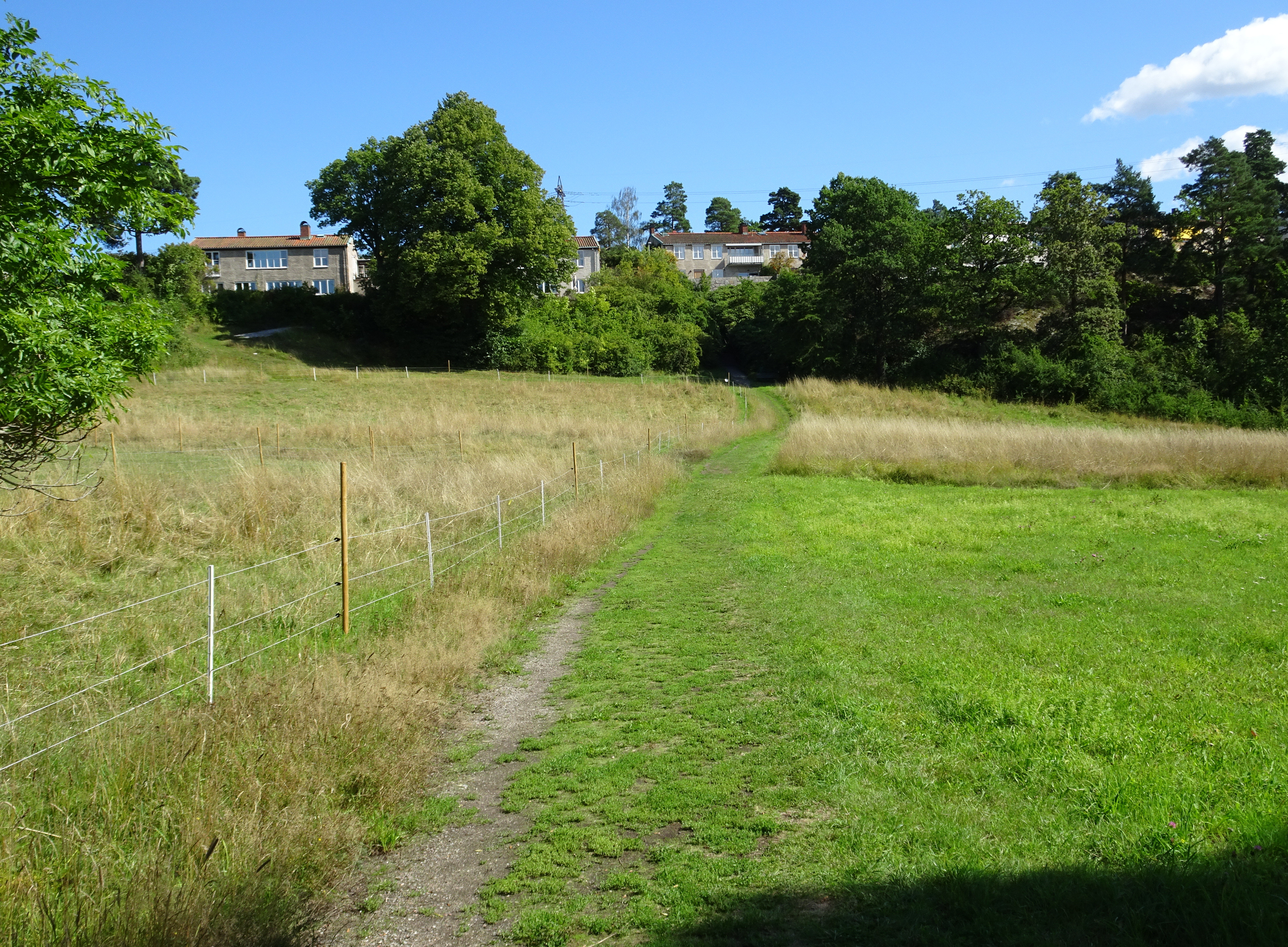
Mölnaängen åt öster med Östra Mölna radhusområde i bakgrunden.
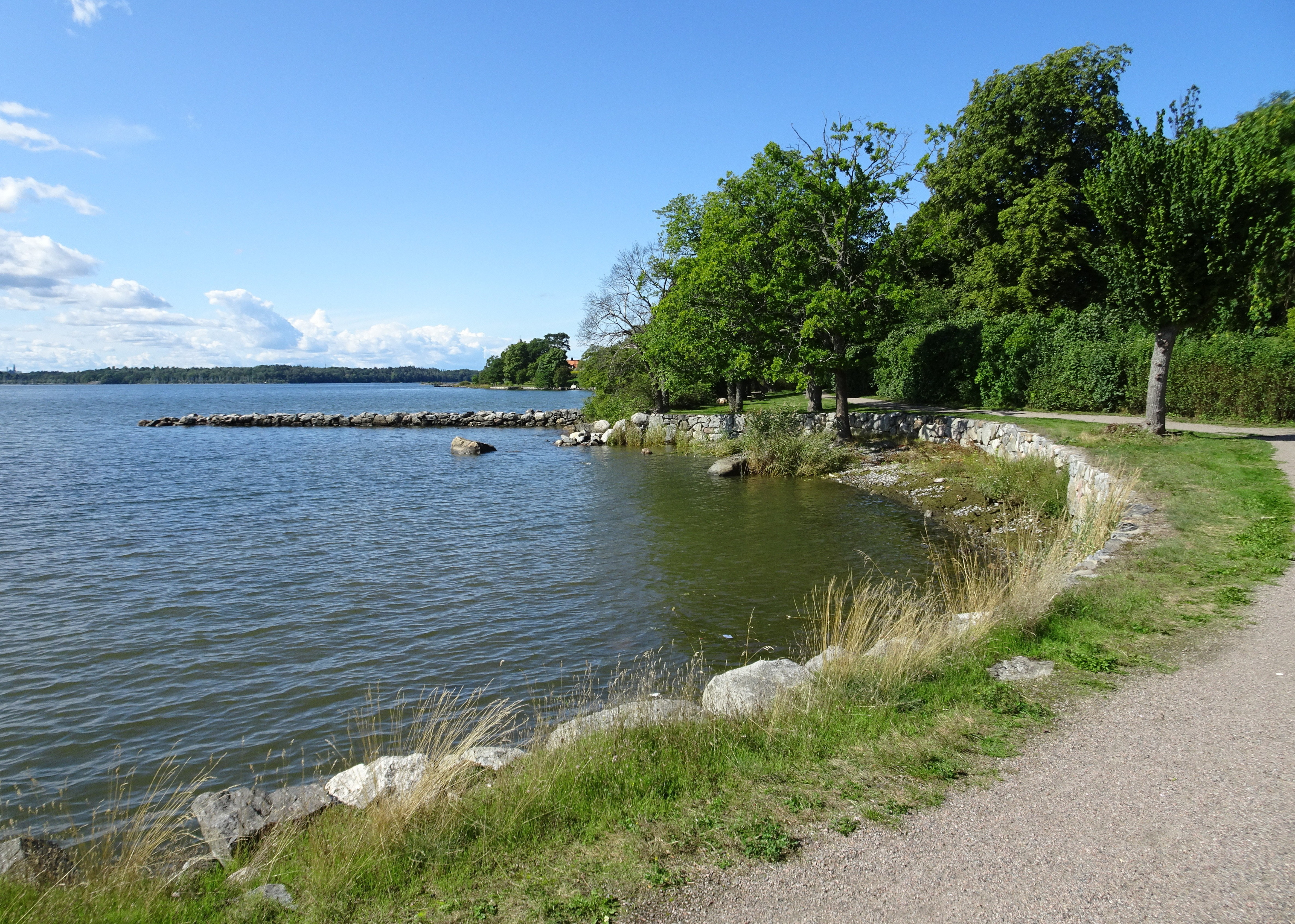
Strandpromenaden vid Lilla Värtan.